# Mycetophila campbellensis
Mycetophila campbellensis är en tvåvingeart som beskrevs av Harrison 1964. Mycetophila campbellensis ingår i släktet Mycetophila och familjen svampmyggor. Inga underarter finns listade i Catalogue of Life.